# Chile, país de talentos
Chile, país de talentos fue un programa de televisión busca talentos chileno, transmitido por Canal 13. Está basado en el show inglés Britain's Got Talent, aunque no pertenece a la franquicia Got Talent y, por lo tanto, no posee exactamente su formato. En un principio, inició como un segmento del programa de espectáculos y entretenimiento Alfombra Roja. El 14 de agosto de 2009, comenzó a ser transmitido en horario prime. La final se emitió el 15 de diciembre, resultando ganadora Leslie Pérez, quien venció a Brian Urra. El episodio final promedió un índice de audiencia de 12.3 puntos.
Los conductores del programa, al igual que en el segmento de Alfombra roja son Diana Bolocco y Eduardo Fuentes.

## Formato
Cada participante se debe presentar frente al jurado, demostrando su talento en 2 minutos. Luego, el jurado dará su opinión del show al participante, sin dar a conocer su nota. Sólo los 3 que tengan la mejor nota pasan al "Minuto Final" donde los clasificados muestran lo mejor de su talento en 1 minuto, donde tendrán su última oportunidad para impresionar al jurado.
Al terminar las participaciones de los clasificados, el jurado se va a una sala aparte y decide quién es el ganador de Chile, país de talentos.
- Si al presidente del jurado no le gusta el show del participante puede hacer sonar la chicharra, eliminándolo automáticamente.
- El ganador semanal gana $200.000, el ganador mensual gana $1.000.000 y el ganador anual gana $5.000.000

## Jurado
- Edgardo Hartley: Coreógrafo y presidente del jurado. Fue jurado del programa buscatalentos de TVN, Rojo.
- Soledad Bacarreza: Periodista deportiva y conductora de televisión.
- Jorge López: director Creativo del Festival de Viña del Mar.

Anteriores e invitados
- Raquel Argandoña
- Nicole
- Ignacio Garmendia (integrante del grupo CRZ)
- Horacio Saavedra
- Carolina Parsons
- Pablo Zúñiga/Jurado enmascarado
- María Alberó
- Fernanda Hansen
- Carolina Arregui
- Paola Volpato
- Roberto Bravo
- Gloria Simonetti

## Duelos entre famosos
| Participantes                              | Participantes                                      | Ganadores                                   |
| ------------------------------------------ | -------------------------------------------------- | ------------------------------------------- |
| CRZ - Bailarines                           | 1910 (reality quiz) - Bailarines                   | CRZ - Bailarines                            |
| Carla Ballero y Álvaro Ballero - Cantantes | Marisela Santibáñez y Patricio Laguna - Bailarínes | Carla Ballero y Álvaro Ballero - Cantantes  |
| Pilar Cox y Javier Miranda - Cantantes     | Hotuiti Teao y Francisca Ayala - Bailarínes        | Hotuiti Teao y Francisca Ayala - Bailarínes |

## Invitados
- La Noche
- Américo
- Los Bunkers

## Fases

### Fase 1: Ganadores semanales
Cada semana hay un ganador, éste se lleva un premio de $200.000 y queda clasificado para la final de mes.
- Wendy Vargas: Cantante (21/08/09)
- Ricardo Ríos Sandoval (28/08/09)
- Sebastián Alarcon: Cantante (04/09/09)
- Valentina Marinkovik: Cantante(18/09/09)
- Constanza Aguilar: Cantante (25/09/09)
- Sergio Henríquez: Titirítero (13/10/09)
- Sebastián Covarrubias: Cantante y Pianista (20/10/09)
- Divas: Cantantes (27/10/09)
- Racsoulras: Grupo musical (03/11/09)

### Fase 2: Ganadores mensuales
Cada final de mes hay un ganador, éste se lleva un premio de $1.000.000 y queda clasificado para la final anual.
- Geraldine Mancilla: Cantante Lírica (02/07/09)
- Brian Urra: Violinista y Bailarín (14/08/09)
- Karen y Ricardo: Bailarines (11/09/09)
- Valentina Marinkovik: Cantante (09/10/09)
- Sebastián Covarrubias: Cantante y Pianista (10/11/09)

### Fase de repechaje
El 17 de noviembre se realizó el repechaje, donde siete eliminados tuvieron su segunda oportunidad para poder demostrar su talento. Finalmente, los ganadores del episodio fueron Zaja y Mazhiel, éstos quedaron clasificados para la final anual, junto a los ganadores de mes. El segundo lugar fue para Leslie Pérez, quien también quedó clasificada para la final anual.

### Fase 3: Ganador anual
- 1º Fase (1 de diciembre): Los 7 finalistas actuales se enfrentarán para eliminar al primer finalista. La ganadora de la noche es Leslie Pérez y los eliminados son el dúo de reguetón "Zaja y Mazhiel".

- 2º Fase (8 de diciembre): Los 6 finalistas se enfrentarán en duelos de 2. El primer duelo es entre Brian Urra y Sebastián Covarrubias, el segundo duelo es entre Geraldine Mancilla y Valentina Marinkovik; y el tercer duelo es entre Leslie Pérez y Karen y Ricardo. Los eliminados son Sebastián Covarrubias, Geraldine Mancilla y Karen y Ricardo. Al terminarse los duelos se informa que por la votación popular uno de los eliminados volverá a competir. Leslie Peréz, nuevamente, es la ganadora de la noche y Geraldine Mancilla es quien vuelve a la competencia.

- 3º Fase (15 de diciembre): De los cuatro finalistas sólo 2 se enfrentarán en el duelo final. Por votación popular Leslie Pérez pasa al duelo final y se enfrentará a quien tenga mejor nota de los finalistas. Con un 6.4 y un 6.5, Valentina Marinkovik y Geraldine Mancilla quedan eliminadas ante un 6.8 de Brian Urra, quien pasa al duelo final. En el duelo final Leslie Pérez resulta ganadora con un 6.9 contra un 6.8 del violinísta Brian Urra.

| Participante                               | Clasificado en...          | Resultado                     | Nota primera final        | Nota segunda final |
| ------------------------------------------ | -------------------------- | ----------------------------- | ------------------------- | ------------------ |
| Leslie Pérez- Cantante                     | Repechaje (2.º Lugar)      | Ganadora                      | Pasa por votación popular | 6,9                |
| Brian Urra- Violinista y bailarín          | Final de mes de julio      | 2.º lugar                     | 6,8                       | 6,8                |
| Geraldine Mancilla - Cantante lírica       | Final de mes de junio      | 3.er lugar                    | 6,5                       |                    |
| Valentina Marinkovik- Cantante             | Final de mes de septiembre | 4.º lugar                     | 6,4                       |                    |
| Karen y Ricardo- Bailarines                | Final de mes de agosto     | Eliminados en la segunda fase |                           |                    |
| Sebastián Covarrubias- Cantante y pianista | Final de mes de octubre    | Eliminado en la segunda fase  |                           |                    |
| Zaja y Mazhiel- Cantantes de Reguetón      | Repechaje (1.er Lugar)     | Eliminados en la primera fase |                           |                    |